# Шорвуд-Гіллс (Вісконсин)
Шорвуд-Гіллс (англ. Shorewood Hills) — селище (англ. village) в США, в окрузі Дейн штату Вісконсин. Населення — 2169 осіб (2020).

## Географія
Шорвуд-Гіллс розташований за координатами 43°4′44″ пн. ш. 89°26′48″ зх. д. / 43.07889° пн. ш. 89.44667° зх. д. (43.078772, -89.446651).  За даними Бюро перепису населення США в 2010 році селище мало площу 2,08 км², уся площа — суходіл.

## Демографія
Згідно з переписом 2010 року, у селищі мешкало 1565 осіб у 620 домогосподарствах у складі 478 родин. Густота населення становила 753 особи/км².  Було 660 помешкань (318/км²).
Расовий склад населення:
| - 91,2 % — білих - 5,2 % — азіатів - 1,0 % — чорних або афроамериканців - 0,1 % — корінних американців |

До двох чи більше рас належало 2,5 %. Частка іспаномовних становила 3,8 % від усіх жителів.
За віковим діапазоном населення розподілялося таким чином: 25,2 % — особи молодші 18 років, 54,9 % — особи у віці 18—64 років, 19,9 % — особи у віці 65 років та старші. Медіана віку мешканця становила 48,4 року. На 100 осіб жіночої статі у селищі припадало 93,2 чоловіків;  на 100 жінок у віці від 18 років та старших — 92,6 чоловіків також старших 18 років.
Середній дохід на одне домашнє господарство  становив 176 714 долари США (медіана — 129 625), а середній дохід на одну сім'ю — 206 578 доларів (медіана — 166 250). Медіана доходів становила 117 188 доларів для чоловіків та 66 607 доларів для жінок. За межею бідності перебувало 3,2 % осіб, у тому числі 2,9 % дітей у віці до 18 років та 2,3 % осіб у віці 65 років та старших.
Цивільне працевлаштоване населення становило 835 осіб. Основні галузі зайнятості: освіта, охорона здоров'я та соціальна допомога — 49,6 %, науковці, спеціалісти, менеджери — 12,3 %, роздрібна торгівля — 6,7 %, фінанси, страхування та нерухомість — 6,6 %.